# Arkose

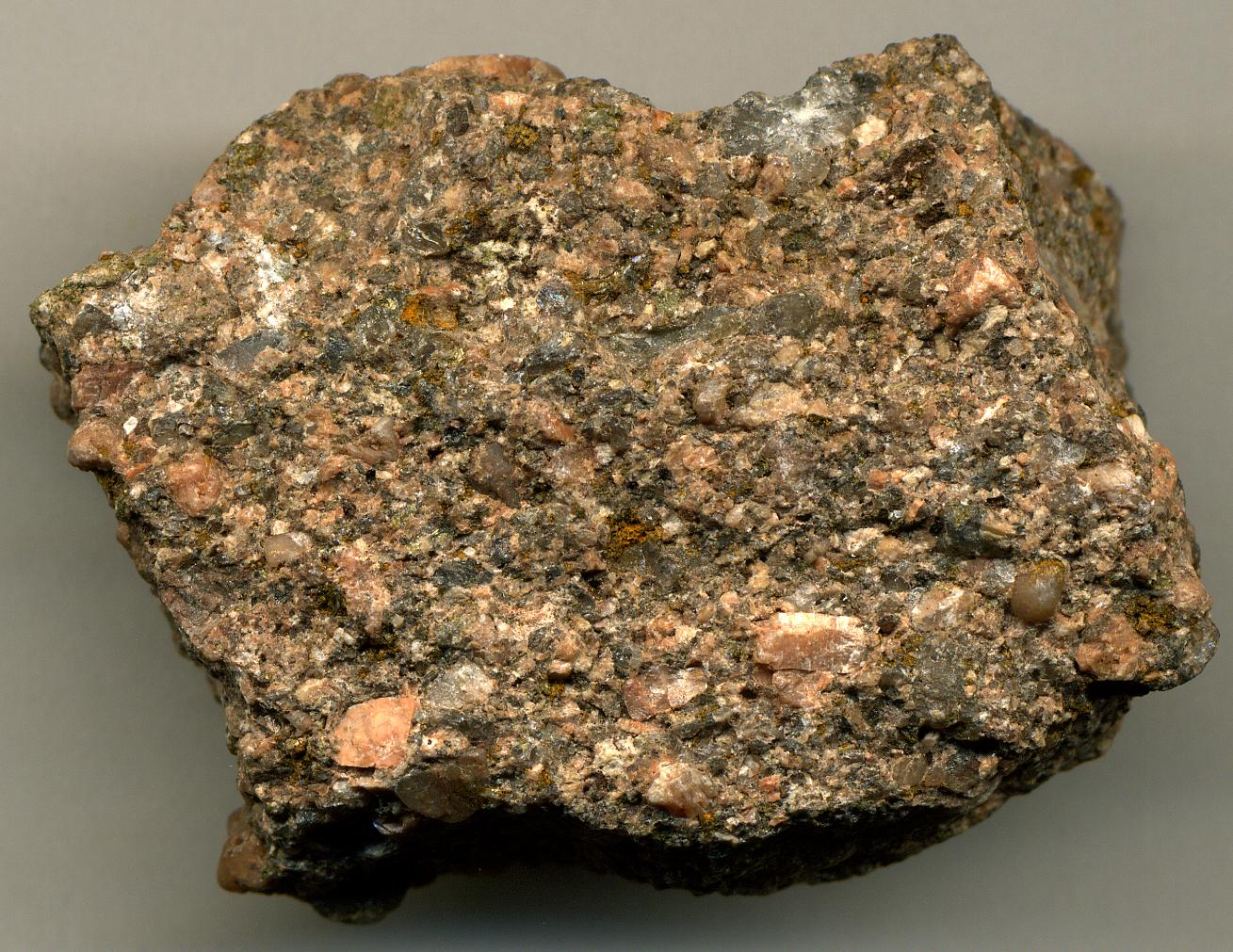
Arkose met K-veldspaat (geel) en kwarts (grijs)

Arkose  is een type zandsteen, een geconsolideerd afzettingsgesteente met een korrelgrootte tussen 0,063 en 0,200 mm. Arkose bestaat uit klasten waarvan ten minste 25% veldspaat is. Arkosisch zand is "los" ongeconsolideerd zand dat vergelijkbaar rijk is aan veldspaat en daarmee een mogelijke voorloper van arkose. 
Het dominante minerale component in arkose is doorgaans kwarts, vaak is ook wat mica aanwezig. Gesteentefragmenten en zware mineralen kunnen ook een significante component zijn. Arkose bevat meestal kleine hoeveelheden calciet-cement, waardoor het enigszins bruist in een oplossing van zoutzuur; soms bevat het cement ook ijzeroxide. 
Arkose is grijs tot roodachtig van kleur. De zandkorrels waaruit arkose is samengesteld kunnen variëren van fijn tot zeer grof, maar tenderen naar de grove kant. Fossielen zijn zeldzaam in arkose, omdat het door afzetting ontstaat. Wel is in het gesteente vaak een gelaagde structuur zichtbaar. 
Arkose ontstaat meestal door het verweren van stollingsgesteente of metamorfe rotsen, gewoonlijk graniet, die primair bestaan uit kwarts en veldspaat. De sedimenten moeten relatief snel en/of in een koude of droge omgeving worden afgezet, zodat de veldspaat geen belangrijke verwering kan ondergaan; daarom wordt arkose aangeduid als een gesteente met een onrijpe textuur. Arkose gaat vaak samen met conglomeraat-afzettingen afkomstig van granietachtig terrein en wordt vaak gevonden boven discordanties in de directe nabijheid van graniet.
De eilandberg Uluru (Ayers Rock) in Centraal-Australië is samengesteld uit arkose uit het late Neoproterozoïcum/Cambrium, afgezet in het Amadeusbassin.

## Afbeeldingen

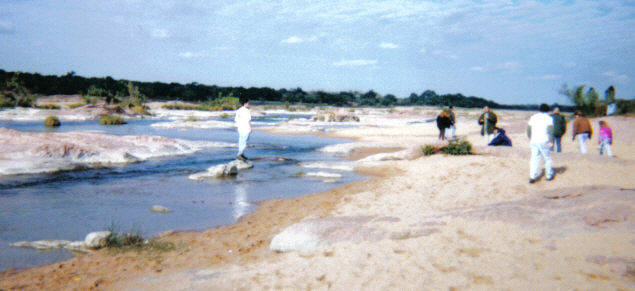
Arkosezand in de Llano Uplift, Texas, met graniet aan de oppervlakte
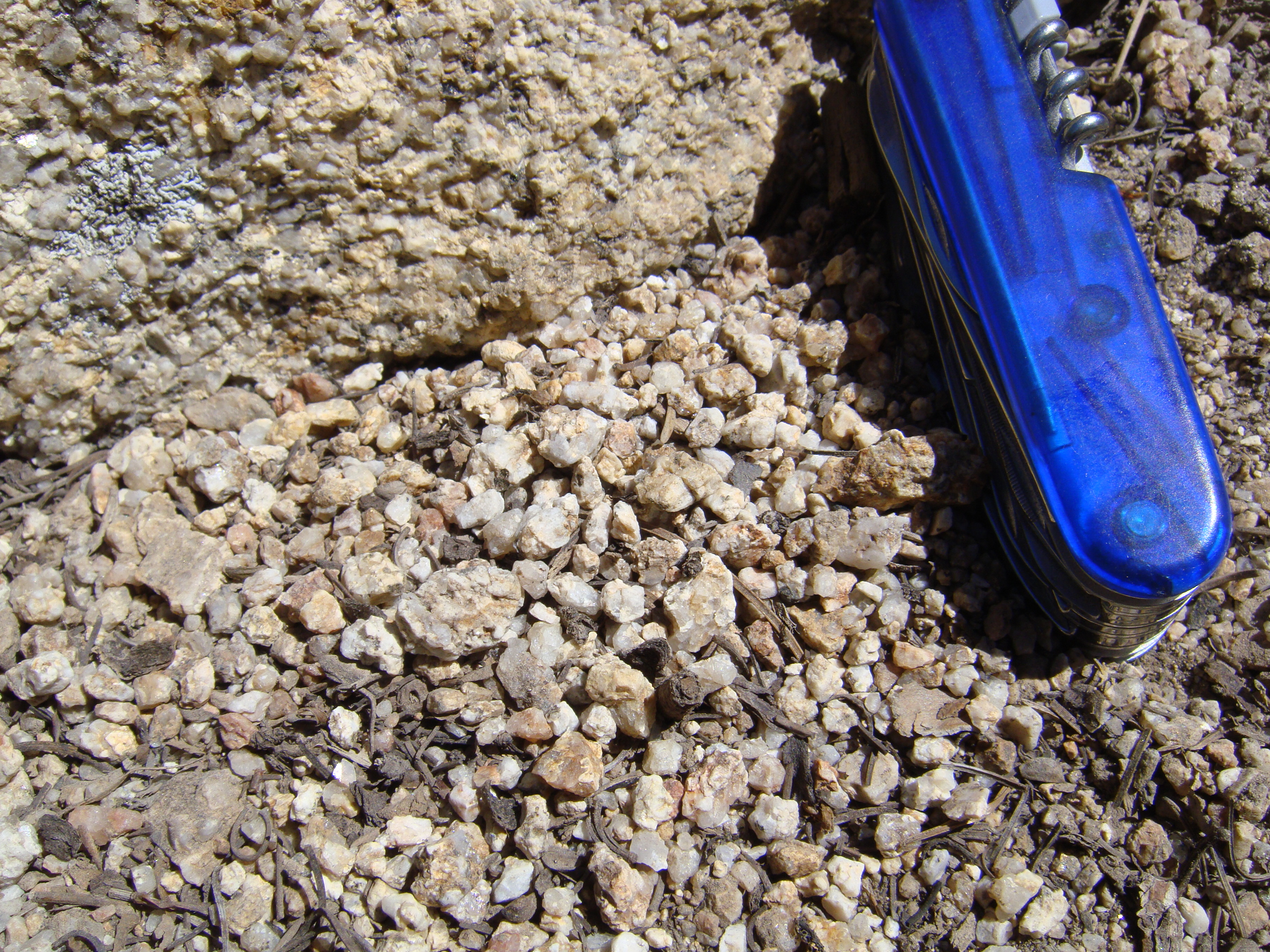
Grus, hoekig, veldspaatrijk zand, en het granietgesteente (linksboven) waaruit het ontstaat
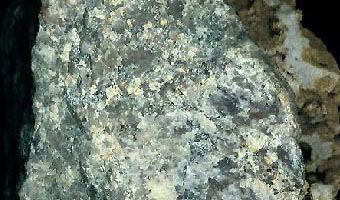
Arkose zandsteen in Slowakije